# Handebol nos Jogos Pan-Americanos de 1991
As competições de handebol nos Jogos Pan-Americanos de 1991 foram realizadas em Havana, Cuba, de 5 de agosto a 12 de agosto de 1991. Esta foi a segunda edição do esporte nos Jogos Pan-Americanos. Nesta edição, houve apenas o torneio masculino.

## Masculino

### Classificação final
| POSIÇÃO | TIME           |
| ------- | -------------- |
| 1.      | Cuba           |
| 2.      | Brasil         |
| 3.      | Estados Unidos |
| 4.      | Canadá         |
| 5.      | Argentina      |

1. ↑  Cuba classificou para as Olimpíadas 1992 em Barcelona, Espanha, mas foi substituída pelo Brasil.